# Germán de la Garza Estrada
Germán de la Garza Estrada es un médico veterinario y político mexicano, militante de Movimiento Ciudadano. Desde el 1 de diciembre de 2006 al 30 de noviembre de 2009, se desempeñó como Jefe Delegacional de Benito Juárez, Ciudad de México. 

## Biografía

### Estudios y Formación
Nació en el Distrito Federal (México) en 1957, y es Médico Veterinario Zootecnista por la Universidad Nacional Autónoma de México. 
En la UNAM fue profesor de Bioquímica en la Facultad de Medicina Humana y en la Facultad de Medicina Veterinaria y formó parte del área administrativa pública de la UNAM en la Coordinación de Servicio Social de Pasantes. Se ha desempeñado principalmente en puestos administrativos de la Administración Pública Federal durante los años 1983-1989 dentro de la Secretaría de Salud en la Gerencia General de Biológicos y Reactivos por 4 años y fue director Corporativo de Adquisiciones de la empresa paraestatal Fertilizantes Mexicanos.  

## Carrera política
De igual forma, de octubre del 2000 a septiembre de 2003 fungió como Subdelegado de Administración en la primera administración delegacional electa, en la delegación Benito Juárez, una de las dieciséis demarcaciones político administrativas en las que se dividía territorialmente el gobierno del Distrito Federal, capital de la República Mexicana. 

### Jefe Delegacional de Benito Juárez (2006-2009)
En las Elecciones de 2006 fue elegido Jefe Delegacional de Benito Juárez con 110 mil votos, el mayor número de votos obtenidos por un candidato a ese cargo en la historia de la Delegación Benito Juárez, siendo candidato del Partido Acción Nacional, partido al cual perteneció hasta marzo de 2015.
Durante su mandato, la Delegación Benito Juárez se destacó por destinar inversión pública en obras de asistencia social, comunitaria, y de servicios de salud para la atención de mujeres y adultos mayores, población mayoritaria en la Delegación. Cabe mencionar que dichos programas fueron planeados y ejecutados por el Patronato DIF, encabezado por su esposa, la Doctora María Pía de Vecchi.

### Otros cargos públicos y candidaturas (2010-2015)
El 1 de marzo de 2010, fue designado Oficial Mayor de la Secretaría de Desarrollo Social del Gobierno Federal, cargo en el que se desempeñó hasta el 9 de diciembre de 2012.
En marzo de 2015, fue postulado por el partido Movimiento Ciudadano al mismo tiempo renunciando al Partido Acción Nacional, para contender nuevamente por el cargo de Jefe Delegacional en Benito Juárez. Finalmente en las elecciones de junio, de la Garza, obtuvo el 4.42%, de la votación. 